# حضارة الزابوتيك

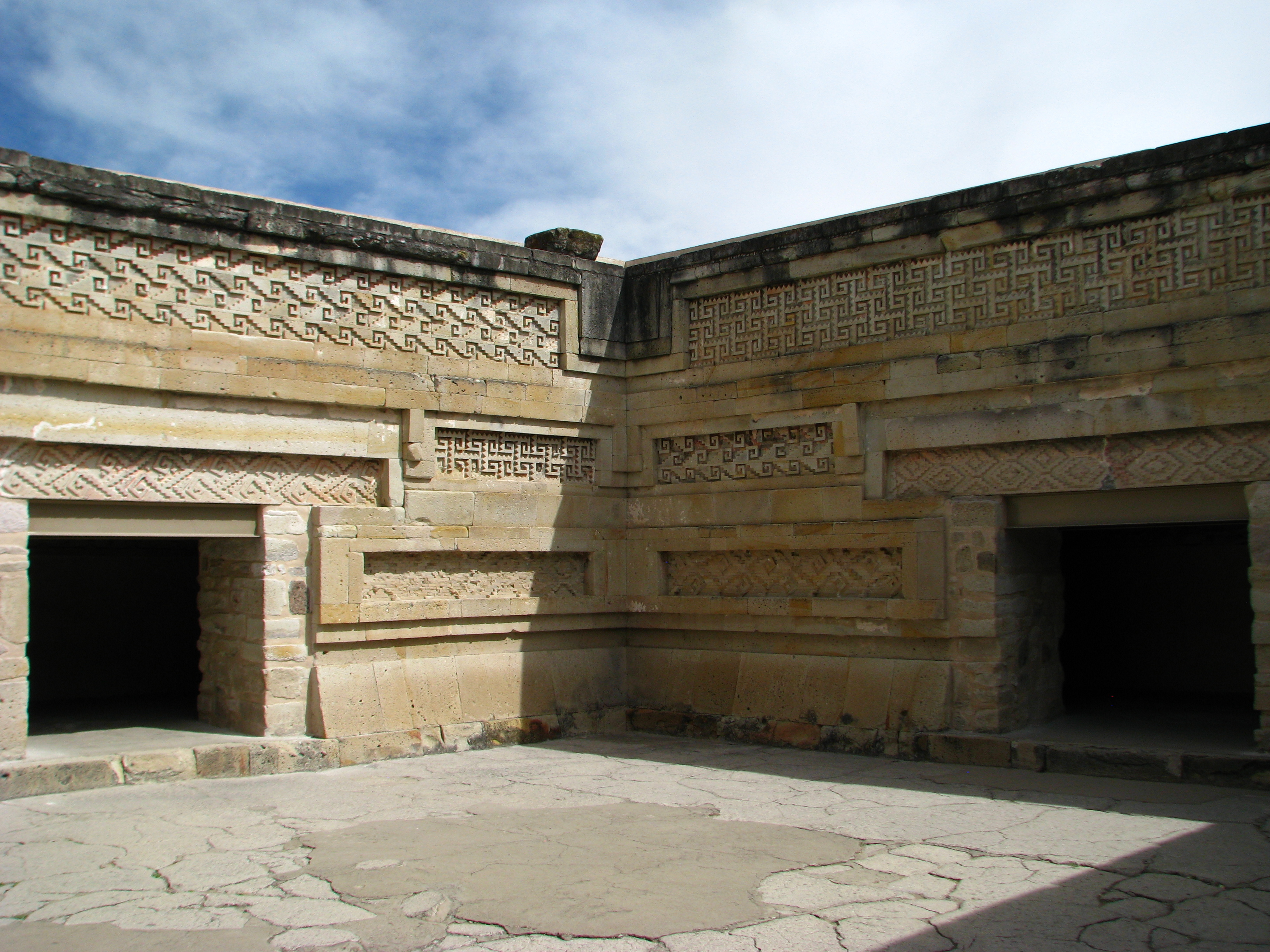
قصر الأعمدة، ميتلا، أواكساكا

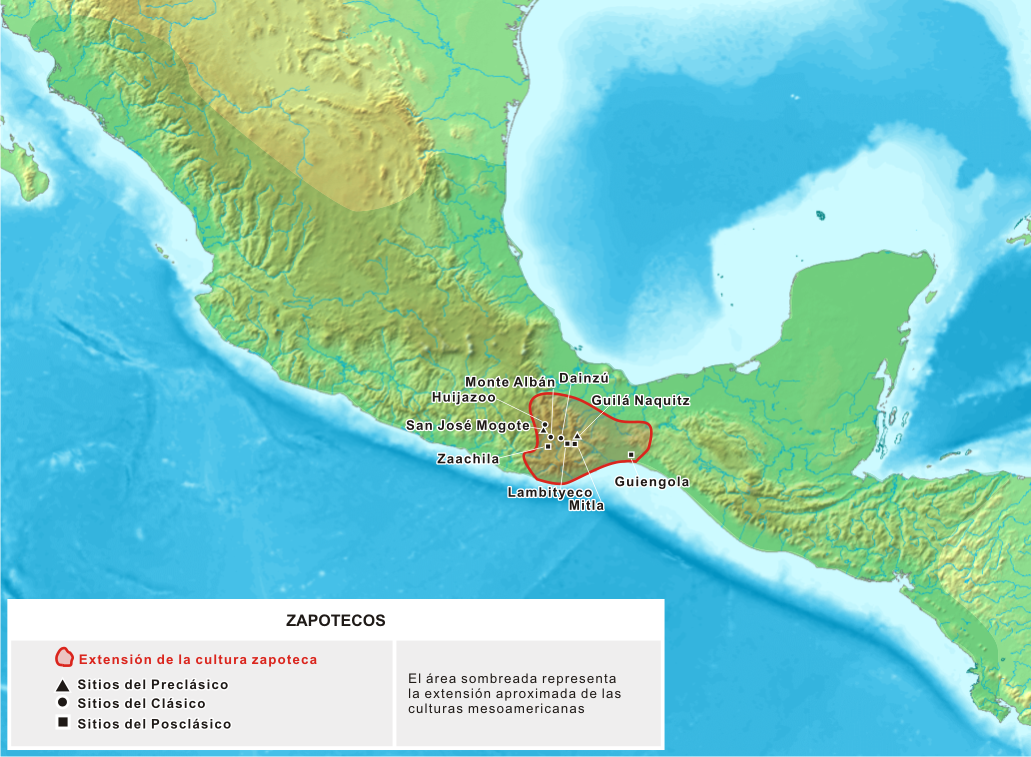
امتداد حضارة الزابوتيك

حضارة الزابوتيك هي حضارة السكان الأصليين قبل الوجود الكولومبي والتي ازدهرت في وادي أواكساكا جنوب ميزوأمريكا. وتظهر الدلائل الأثرية أن عمر هذه الحضارة يبلغ 2500 عامًا على الأقل. إذ خلفوا وراءهم دلائل أثرية في المدينة القديمة مونتي ألبان في شكل مبانٍ منها على سبيل المثال، ملاعب الكرة، والمقابر الرائعة وما كان يوضع بداخلها من أغراض لمساعدة الموتى بما في ذلك الحلي الذهبية جيدة الصنع. هذا وقد كانت مدينة مونت ألبان واحدة من أكبر المدن في ميزوأمريكا، كما كانت مركز دولة الزابوتيك والتي هيمنت على معظم المنطقة والمعروفة باسم ولاية أواكساكا المكسيكية حاليًا.

## معلومات تاريخية
| المرحلة      | الحقبة                                 |
| ------------ | -------------------------------------- |
| مونت ألبان 1 | تمتد بين 400 – 100 قبل الميلاد         |
| مونت ألبان 2 | تمتد بين 100 قبل الميلاد – 100 ميلاديًا |
| مونت ألبان 3 | تمتد بين 200 - 900 ميلاديًا             |
| مونت ألبان 4 | بين 900 – 1350                         |
| مونت ألبان 5 | في الفترة بين 1350 – 1521              |

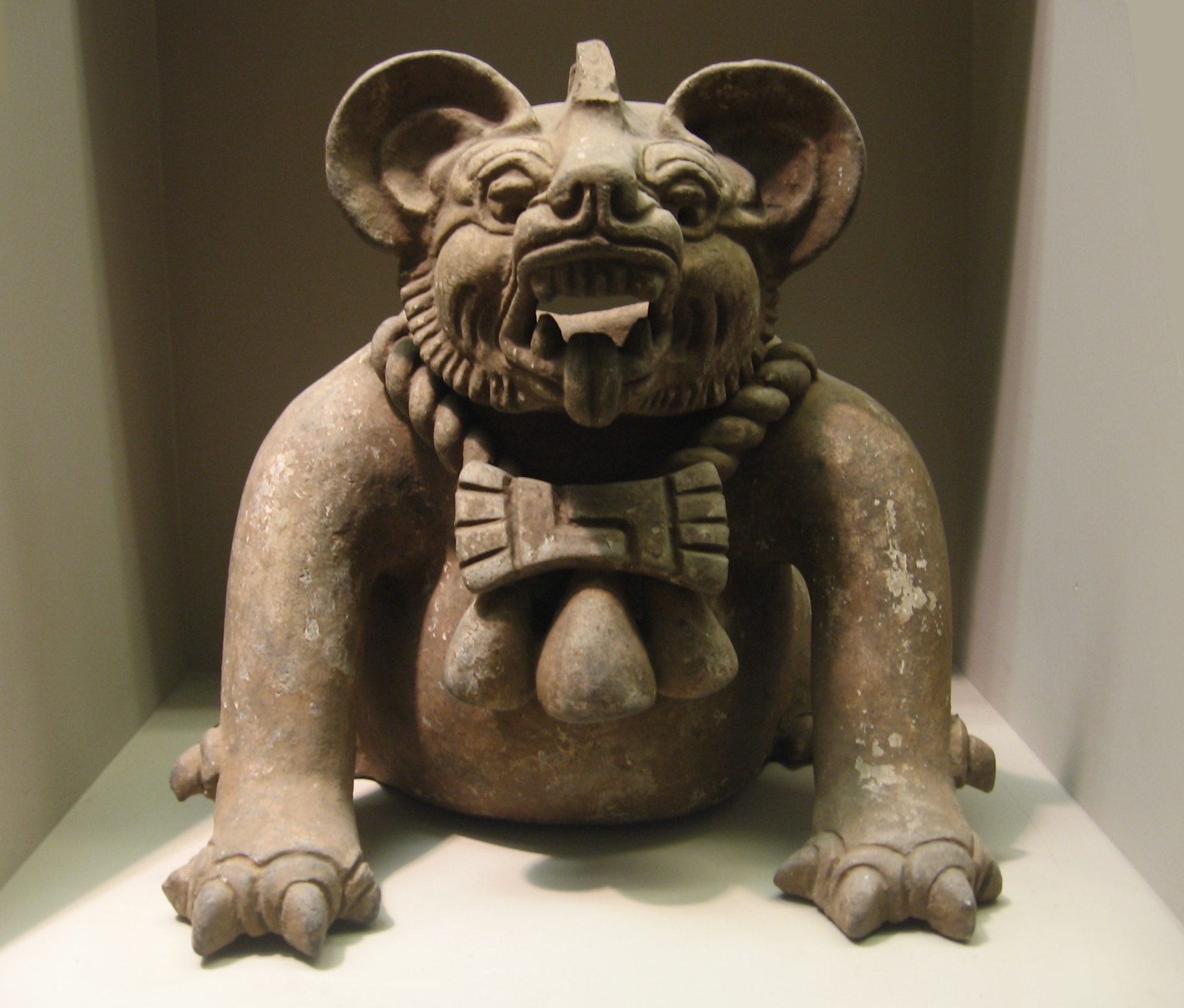
جرة جنائزية في شكل "الخفاش المعبود" أو النمر، من أواكساكا، ويعود تاريخها إلى 300-650 ميلاديًا. ويبلغ ارتفاعها: 9.5 بوصة (23 سم).

شهدت حضارة الزابوتيك بداياتها في وادي أواكساكا في نهايات القرن السادس قبل الميلاد. تم تقسيم فروع الوادي الثلاثة بين ثلاثة (3) جماعات ذات أحجام مختلفة، تفصل بينها 80 كم2 «منطقة محرمة» في وسط الوادي. وتوحي الآثار التي تعود إلى هذه الحقبة، مثل المعابد المحترقة، والأسرى الذين كانوا يقدمون كقرابين، إلى أن المجتمعات الثلاثة كان يخيم على علاقتهم نوع من أنواع التنافس. وبنهاية حقبة روزاريو (700–500 قبل الميلاد)، حدث أمر ما، فقدت أكبر مستوطنات الوادي قرن سان خوسيه، ومستوطنة أخرى مجاورة في وادي إتلا، معظم سكانها. وخلال الحقبة ذاتها برزت مستوطنة جديدة في «المنطقة المحرمة» وسط وادي أواكساكا، وكانت هذه المستوطنة التي بنيت على قمة جبل يطل على أذرع الوادي الثلاثة هي مدينة مونت ألبان. وتشير أوجه التشابه بين صناعة الفخار التي تميزت بها مستوطنة قرن سان خوسيه ومونت ألبان في وقت مبكر من تاريخها أن الشعب الذي قطن مونت ألبان هم من غادروا قرن سان خوسيه. ويقول علماء الآثار جويس ماركوس (Joyce Marcus) وكنت فلانري (Kent V. Flannery) أن هذه العملية مماثلة لعملية سينويكيسم (synoikism) في اليونان القديمة، والتي جرى خلالها تمركز مجموعات صغيرة متفرقة من السكان في مدينة واحدة مركزية، ويكون ذلك بغرض مواجهة خطر خارجي في معظم الأحيان. وعلى الرغم من عدم توفر دليل مباشر على وجود مثل هذا التهديد الخارجي في هذه الحقبة الأولى من تاريخ مونت ألبان، فإن الجدران والحصون المبنية حول الموقع خلال الحقبة الأثرية مونت ألبان 2 (حوالي 100 قبل الميلاد - إلى 200 ميلاديًا) تفرض إيحاءً بأن تصميم بناء المدينة كان ردة فعل لتهديد عسكري.
بدأت دولة زابوتيك التي نشأت أولاً في مدينة مونت ألبان في التوسع خلال مرحلة متأخرة من حقبة مونت ألبان 1 (400 - 100 قبل الميلاد)، وعلى مدى حقبة مونت ألبان 2 (100 قبل الميلاد إلى 200 ميلاديًا). شرع حكام زابوتيك في فرض سيطرتهم على المقاطعات خارج وادي أواكساكا. حيث تمكنوا من القيام بذلك خلال حقبة مونت ألبان 1 (حوالي 200 قبل الميلاد) وحتى مونت ألبان 2 (200 قبل الميلاد – 100 ميلاديًا) وذلك لأن أي من المقاطعات المحيطة لم تتمكن من منافسة وادي أواكساكا على الصعيدين السياسي والعسكري. وبحلول عام 200 ميلاديًا، كان نفوذ الزابوتيك قد امتد من مدينة كيوتبيك في الشمال إلى أوسلوتبيك وتشيليتبيك في الجنوب. لتصبح مونت ألبان أكبر مدن مرتفعات جنوب المكسيك، وهكذا استمر الوضع حتى عام 700 ميلاديًا تقريبًا.
بلغت عملية توسع إمبراطورية الزابوتيك أوجها خلال حقبة مونت ألبان 2. إذ احتل جيش الزابوتيك أو استعمروا مستوطنات تبتعد كثيرًا عن وادي أواكساكا. ويمكن رؤية هذا التوسع بطرق متعددة، وأهمها التغير المفاجئ في صناعة الخزف الموجود في بقاع خارج الوادي. وكان لهذه المناطق أساليبها المتفردة من قبل، ولكن وبصورة مفاجئة حل محلها أسلوب الزابوتيك في صناعة الفخار، بطريقة توحي أنها أصبحت جزءًا من إمبراطورية الزابوتيك.
ويقول عالم الآثار ألفونسو كاسو، وهو أحد الأوائل الذين قاموا بحفريات في مونت ألبان، أن المبنى الموجود بالساحة الرئيسية لمونت ألبان هو دليل آخر على التوسع الضخم الذي شهدته دولة الزابوتيك. ويأخذ المبنى، الذي يعرف اليوم باسم المبنى J، شكل رأس السهم ويعرض أكثر من 40 حجرًا منحوتًا تزينه نقوش الكتابة الهيروغليفية. وفسر علماء الآثار هذه الأحجار على أنها أسماء المقاطعات التي احتلها الزابوتيك ومركزها مونت ألبان. بالإضافة إلى أسماء الأماكن، فكل مجموعة نقوش تصور أيضًا رأسًا تخرج منها رأسًا إضافية عليها غطاء ومنقوشة على ألواح. ومن المفترض أن يكون هذا الرسم رسمًا توضيحيًا لحكام المقاطعات التي تم الاستيلاء عليها. ويعتقد أن تكون الأحجار ذات الرؤوس المقلوبة لمقاطعات تم الاستيلاء عليها بالقوة، في حين أن الأخرى ذات الرؤوس التي لم تقلب على عقبها قد تكون لمقاطعات لم تبدِ مقاومة تذكر لهذا الاستعمار، وبالتالي لم تتعرض للقتل. ولهذا السبب يعرف المبنى J أيضًا باسم «لوحات الغزو» 
وحول التوسع الكبير اللاحق لدولة مونت ألبان في أواكساكا، يكتب ماركوس وفلانري أن: « التفاوت الكبير في عدد السكان بين قلب الدولة وأطرافها، قد يكون هو السبب الوحيد لإرسال الأول مستعمرين للأخير. ويبدو أن بعض النظم السياسية الحاكمة الصغيرة قد رأت أن المقاومة ستكون عديمة الجدوى وبالتالي قبلت عرضًا لحفظ ماء الوجه. في حين أن النظم السياسية الحاكمة الأكبر قد تكون غير راغبة في أن تفقد استقلالها وبالتالي قبلت المواجهة عسكريًا. وخلال التوسع في حقبة مونت ألبان 2، فإننا نرى كلاً من الاستعمار والغزو بشكل جلي».

## أصل المصطلح
اسم زابوتيك هو اسم أجنبي مشتق من ناهواتلية tzapotēcah (ومفرده tzapotēcatl)، وهو يعني «سكان منطقة sapote سابوتي». وكان شعب الزابوتيك قد أشاروا إلى أنفسهم بمسميات مختلفة منها Be'ena'a، والتي تعني «الناس».

## اللغة

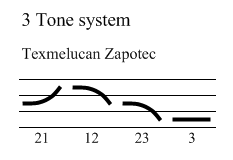
التنغيم في لغة زابوتيك تيكسميلوكان

تنتمي لغة الزابوتيك إلى عائلة لغوية تعرف باسم أوتومانجوين، وهي عائلة قديمة تضم لغات ميزوأمريكا. وبحلول عام 1500 قبل الميلاد، بدأت لغة أوتومانجوين في الاختلاف. كانت لغات مانجوين هي الأولى في الانقسام ربما، ثم تبعتها شعبة أوتوباميان ولاحقًا ظهرت لغات الميكستيك والزابوتيك. تتضمن مجموعة الزابوتيك لغات الزابوتيك واللغات القريبة نسبيًا مثل شاتينو. ويتحدث لغات الزابوتيك الشعوب التي تقطن في الجزء الجنوب الغربي من ولاية أواكساكا.
الزابوتيك لغة تنغيمية، وهو ما يعني أن معنى الكلمة يتم تحديده غالبًا بطبقة الصوت. وتكون هذه التنغيمات ضرورية لفهم معاني الكلمات المختلفة. بينما الكلمة التقنية لهذه الأصوات هي مقطع تنغيمي. تحتوي لغة الزابوتيك على العديد من المقاطع التنغيمية، توجد في بعضها 4 أصوات; عالية، ومنخفضة، ومرتفعة وهابطة، وفي بعضها توجد ثلاثة; عالية، ومنخفضة ومرتفعة.

## المجتمع
بين الحقبتين مونت ألبان الأولى والثانية، شهد وادي أواكساكا نموًا كبيرًا في عدد سكانه. ومع ازدياد عدد السكان، ازدادت كذلك درجة الامتياز الاجتماعي، ومركزية السلطة السياسية، والأنشطة الشعائرية. ويبدو أنه خلال الحقبتين مونت ألبان 1-2، شهد الوادي تقسيمه إلى عدد من الولايات المستقلة، توضحها مراكز القوى الإقليمية.

## الجغرافيا

إطلالة على موقع مونت ألبان. موقع على قمة الجبل، مونت ألبان تطل على معظم وادي أواكساكا.

وادي أواكساكا، مهد حضارة الزابوتيك، هو وادي متسع في الجزء الشمالي الشرقي لولاية أواكساكا التي تقع على بعد 200 كم جنوب مدينة ميكسكو. ويحيط بالوادي مجموعة من الجبال منها سييرا مادري الشرقية في الشمال وجبال تلاكولولا في الجنوب الشرقي. وتعد البيئة التي تتميز بها المنطقة ملائمة تمامًا للزارعة، وخاصة زراعة الذرة، مما يجعله المكان المفضل للمستوطنين. وتمتاز أرض الوادي بكونها مستوية في أغلبها، مع وجود مساحات كبيرة من الأراضي القابلة للزراعة. وفي الوقت الذي بزغت فيه حضارة الزابوتيك، لم تكن أرض الوادي قد عانت من التآكل بعد، وذلك لأن غابة البلوط والصنوبر المحيطة بالوادي لم يكن قد اقترب منها أحد. وعن المناخ المعتدل لهذه المنطقة فإنه المناخ الأمثل لزراعة الذرة ومن الممكن حصاد محصول الذرة عدة مرات في العام الواحد. أما الجليد فإنه نادر الحدوث إلا على القمم المرتفعة في المنطقة. وقد ساهمت بالتأكيد الإمكانات الزراعية الهائلة في وادي أواكساكا في جعل هذه المنطقة محل نشأة أولى المجتمعات معقدة التنظيم في وادي أواكساكا.
وفضلاً عن المناخ وجودة التربة، فإن إمكانية الوصول إلى الماء يعد من العوامل الضرورية للزراعة، والتي تتوفر في وادي أواكساكا حيث يتميز الوادي بانخفاض مستوى تربته وبالتالي تمتعها بقدر كبير من الدبال والمغذيات. ويقطع الوادي من الشمال إلى الجنوب نهر أتوياك والذي يوفر المياه لقطاعات صغيرة من الأرض تمتد على طول النهر عند فيضانه بين الحين والآخر. ولتوفير الماء اللازم لمحاصيل الوادي البعيدة عن النهر، إلى مونت ألبان على سبيل المثال، استخدم الزابوتيك قنوات الري لهذه الأغراض. وباستخدام مياه الري وتوفرها في جداول صغيرة، تمكن الزابوتيك من جلب المياه إلى مونت ألبان والتي تقع على بعد 400 متر فوق سطح الوادي، وبعيدة عن نهر أتوياك. عثر علماء الآثار في الجبل على بقايا نظام ري صغير يتكون من سد وقناة بطول 2 كيلومتر على امتداد الجانب الجنوبي الشرقي للجبال. ولم يكن هذا ليوفر كافة احتياجات سكان مونت ألبان، وبالتالي، اعتقد علماء الآثار أن هذا هو واحد فقط من نظم الري المتعددة في المنطقة. وبسبب النمو المتسارع في عدد السكان أثناء حقبة مونت ألبان 1، فلم تكن تكفي المحاصيل لسد احتياجات السكان هناك. ولهذا زُرعت المحاصيل عند سفوح الجبال على الرغم من افتقار التربة للخصوبة والحاجة لاستخدام الري الصناعي، وكانت هذه الإستراتيجية تعرف باسم «إستراتيجية السفوح».

## التقنيات

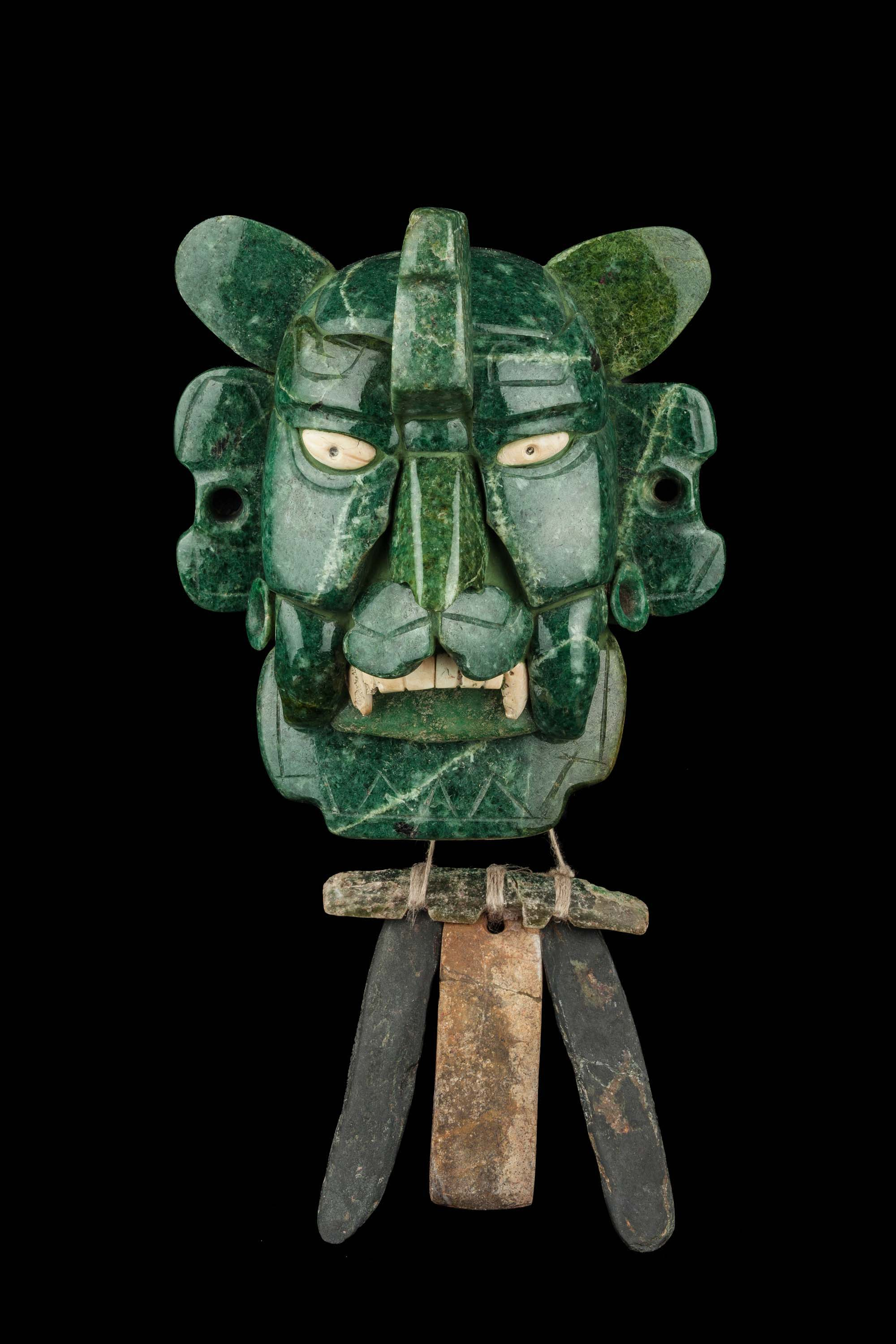
قناع اليشم لمحاربي الزابوتيك من مونت ألبان.

طورت شعوب الزابوتيك نظام تقويم ونظام كتابة ذو مقاطع صور استخدم خلاله نقشات منفصلة للتعبير عن كافة مقاطع اللغة. ويعد نظام الكتابة هذا واحدًا من النظم المتعددة المرشحة ليكون أول نظام كتابة في أمريكا الوسطى والسابق لنظم الكتابة التي طورتها حضارات المايا، والميكستيك، والأزتيك. وفي الوقت الحاضر، تدور بعض النقاشات حول ما إذا كانت رموز الأولمك، والتي يعود تاريخها إلى 650 قبل الميلاد، هي بالفعل شكل من أشكال الكتابة ويسبق نظام كتابة الزابوتيك القديمة والتي تعود إلى عام 500 قبل الميلاد.
وفي تينوختيتلان، عاصمة الأزتيك كان هناك حرفيين من الزابوتيك والميكستيك يعملون في صناعة الحلي لحكام الأزتيك (تلاتواني)، ومنهم الملك موكتيزوما الثاني. وتعود العلاقات مع وسط المكسيك إلى أبعد من ذلك، كما تشهد بذلك البقايا الأثرية الموجودة في حي الزابوتيك داخل تيوتيهواكان و«بيت الضيافة» ذو النمط التيوتيهواكاني في مونت ألبان. وتتضمن مواقع الزابوتيك المهمة السابقة للحقبة الكولومبية لامبيتيكو، وداينزو، وميتلا، وياجول، وقرن سان خوسيه، وإلبالميلو وزاتشيلا.
فقد كانوا ذوي ثقافة مستقرة، وحضارة متقدمة، تعيش شعوبهم في قرى ومدن كبيرة، وبيوت من الحجارة والملاط. كما قاموا بتسجيل الأحداث الرئيسية في تاريخهم مستخدمين الهيروغليفية، وأثناء الحروب التي خاضوها حققوا نصرًا بفضل الدروع القطنية. وبالإضافة إلى ذلك، فإنه يُنسب إليهم آثار ميتلا الشهيرة، ويُعتقد أنها مقابر جداتهم وأجدادهم.

## الكتابة
نظام الكتابة في ثقافة الزابوتيك هو أحد النظم المرشحة لتكون أقدم نظام كتابة في ميزوأمريكا. حيث عثر علماء الآثار على نص مطول في مخطوطة رمزية قد نقشت على بعض المعالم التذكارية بمونت ألبان. وقد تم التعرف على بعض تلك العلامات وتحديدها بأنها معلومات تقويمية إلا أن رموز المخطوطة ما تزال غير قابلة للتفكيك. ومع كتابتها في أعمدة من أعلى إلى أسفل، فإن تنفيذها يبدو بنحو ما غير ناضج مقارنة بنظام المايا الكلاسيكي، وهو ما أدى إلى اعتقاد خبراء الكتابة المنقوشة أن المخطوطة اعتمدت بشكل أقل على التنغيم مقارنة بنصوص المايا التي اعتمدت على المقاطع اعتمادًا كبيرًا. وعلى الرغم من هذا، فإنها جميعًا ما تزال تكهنات.
ومن أقدم الآثار المشهورة بنقوش كتابة الزابوتيك هو حجر «دانزانت»، والمعروف رسميًا باسم تمثال 3, الذي عثر عليه في قرن سان خوسيه، أواكساكا. فهو يحمل رسمًا يصور مساعدة لما يبدو أنه أسير ميت ونقش من علامتين بين رجليه وهو على الأرجح اسمه. ومع عودة تاريخه إلى الفترة ما بين 500-600 قبل الميلاد، فإن هذا هو أقدم نظام كتابي في ميزوأمريكا. وعلى الرغم من ذلك، فقد أثيرت بعض الشكوك حول هذا التاريخ، وأن التمثال ربما قد أعيد استخدامه. هذا وقد توقف استخدام مخطوطة الزابوتيك في أواخر الحقبة الكلاسيكية.

## الدين

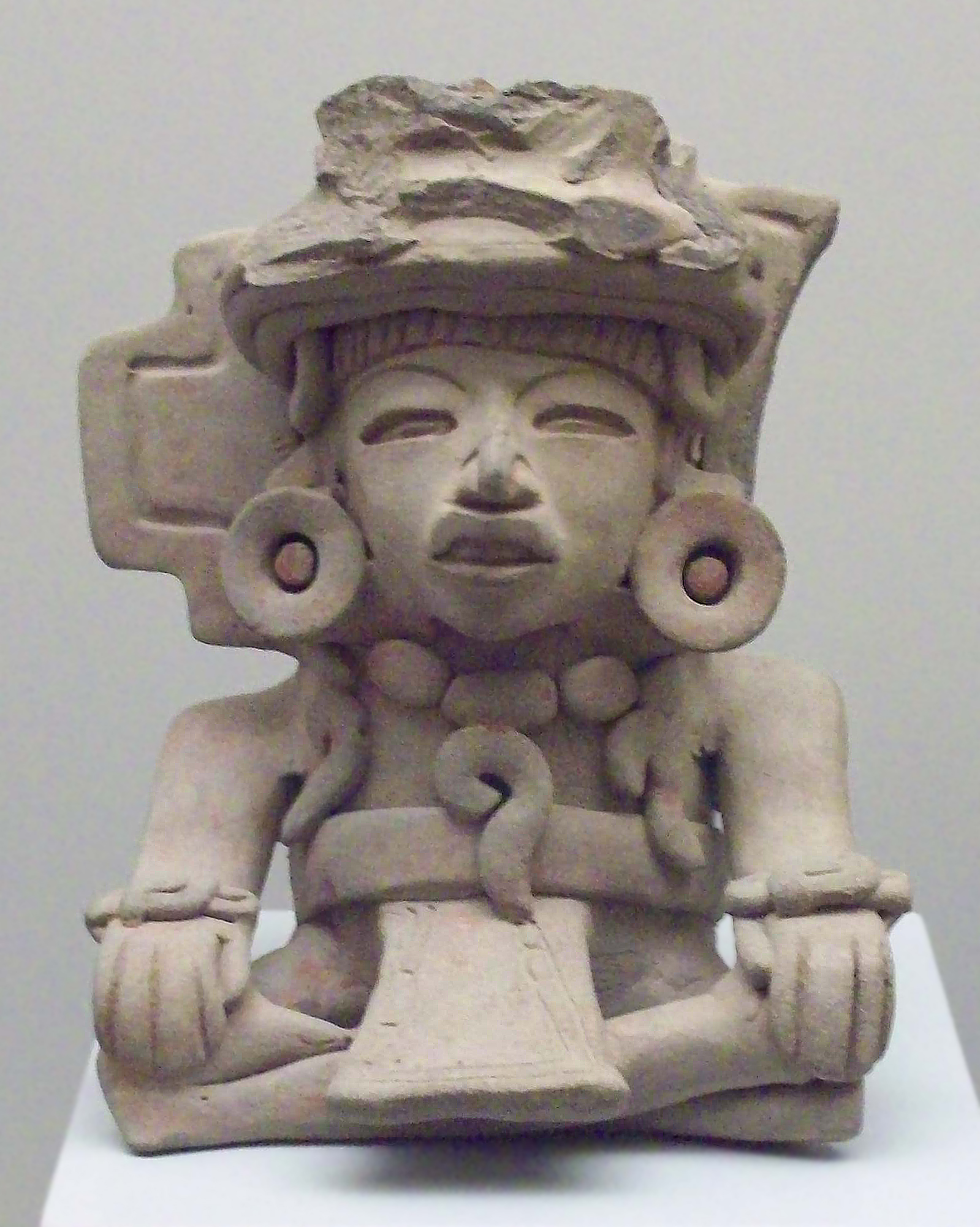
جرة جنائزية فخارية ملونة تصور شخصية جالسة. ثقافة الزابويتك (حقبة مونت ألبان 3), الفترة الكلاسيكية المبكرة والوسطى (100-700 م). المكسيك

وكما هو الحال في معظم النظم الدينية في ميزوأمريكا، فإن النظام الديني للزابوتيك نظام شركي. ومن بين الآلهة الكبرى التي قدسها شعب الزابوتيك كوكيجو (Cocijo)، معبود المطر (مثل معبود أزتيك تلالوك Tlaloc)، وكوكيوهاني (Coquihani)، معبود الضوء. هذا ومن المعتقد أن يكون الزابوتيك قد استخدموا في بعض الأحيان قرابين بشرية أثناء تأدية شعائرهم.
وعن الأساطير ذات الأصل الزابوتيكي، فيوجد العديد منها. تذكر إحداها أن شعب الزابوتيك هم الشعب الأصلي لوادي أواكساكا، وأنهم قد ولدوا من الصخور، أو انحدروا من حيوانات مثل الأسد الأمريكي، والأسلوت. كما توجد أسطورة أخرى تقول أنهم استقروا في وادي أواكساكا بعد تأسيس إمبراطورية تولتيك، وأنهم ينحدرون من تشيكوموزتوك (Chicomostoc). جدير بالذكر أن هذه الأساطير لم تكن قد سُجلت بعد حتى الوصول الأسباني إلى الوادي.
ويقول الزابوتيك أن أسلافهم قد بزغوا من تحت الأرض، من الكهوف، أو أنهم قد تحولوا من الأشجار أو النمور الأمريكية إلى بشر، في حين أن النخبة من الحكام قد انحدروا من مخلوقات خارقة للعادة كانت تحيا بين السحب، وأنهم بعد موتهم سيعودون إلى هذه الحالة. وفي حقيقة الأمر، فإن مسمى الزابوتيك المعروف اليوم يعود إلى هذا الاعتقاد. ففي وسط وادي الزابوتيك يعرف «أهل السحب» باسم "Be'ena' Za'a".
تسيطر على ثقافة الزابوتيك عدد من الآلهة يختصون بالخصوبة والزراعة. كما يوجد تمثيل لكل من الذكور والإناث، يفرق بينهما الزي. حيث يرتدي الذكور عادة مئزرًا، وفي بعض الأوقات عباءة، في حين أن الإناث ترتدين التنانير. ومن الآلهة البارزة كوجيكو – معبود البرق والمطر، والذي يبرز وجوده في حقب مونت ألبان 1-4. كما يوجد معبود الذرة بيتاو كوزوبي (Pitao Cozobi).
كما توجد بعض الدلائل على وجود آلهة لا ترتبط بشكل مباشر بثقافة الزابوتيك، مثل الثعبان ذي الريش، والإله الفراشة، والتي تعد من خصائص ثقافة تيوتيهواكان بشكل رئيسي. فضلاً عن معبود تيوتيهواكان للمطر، والمعبود (Xipe totec) المرتبط بالربيع في ثقافة الناهوتيل.

## الحرب والمقاومة
حدثت المعركة الأخيرة بين الأزتيك والزابوتيك في الفترة بين 1497 و1502، تحت قيادة حاكم الأزتيك إيزوتل (Ahuizotl). وفي خضم الغزو الإسباني للمكسيك، وعندما وصلت الأخبار بأن الأزتيك قد تلقوا هزيمة ساحقة من الإسبانيين، أمر الملك كوسيخويزا (Cosijoeza) شعبه ألا يقوم بمواجهة الأسبان لتجنب مواجهة المصير ذاته. تمكن الإسبانيون من إلحاق الهزيمة بهم بعد عدة حملات شُنت في الفترة بين 1522 و1527. وعلى الرغم من ذلك، حدثت بعض الانتفاضات المناهضة لسلطات الاستعمار في عام 1550, و1560، و1715.